# Технолошки факултет Универзитета у Нишу
Технолошки факултет је високошколска установа у саставу Универзитета у Нишу. Налази се у Лесковцу и обавља студије првог, другог и трећег степена, као и студије за иновацију знања и стручног образовања из области технологије.

## Историјат
Технолошки факултет у Лесковцу настао је као потреба привреде југоисточне Србије за кадровима са високим образовањем из области хемијских, прехрамбених и текстилних технологија. Октобра 1979. године, Технолошки факултет почиње са радом, као девети факултет Универзитета у Нишу.
Октобра 1979. године, Технолошки факултет почиње са радом, као девети факултет Универзитета у Нишу. Уписао је прву генерацију студената на два одсека: биохемијски одсек са фармацеутско-козметичким и прехрамбеним смером и текстилни одсек са механичко-текстилним и хемијско-текстилним смером у четворогодишњем трајању. Почетком школске 1986/1987. године усвојен је нови наставни план. Формирана су 3 нова профила и то: Органска хемијска технологија и полимерно инжењерство, Хемијско и биохемијско инжењерство и Текстилно инжењерство у петогодишњем трајању. 1994. године Технолошки факултет наставља са радом на другој локацији (Булевар ослобођења 124, Лесковац). Школске 2002/2003. године усваја се нови наставни план са 6 смерова: Органска хемијска технологија и полимерно инжењерство, Хемијско и биохемијско инжењерство, Фармацеутско-козметичко инжењерство, Прехрамбено инжењерство, Текстилно инжењерство и Дизајн и пројектовање текстилних производа у трајању од пет година.Школске 2003/2004. године скраћено је трајање студија на четири године. Настава се одвија по овом програму до 2007/2008. године када су уведене студије сагласно Болоњској декларацији, на студијским програмима: Хемијске технологије, Прехрамбене технологије и биотехнологија и Текстилна технологија на основним и дипломским академским студијама. Докторске академске студије су организоване у оквиру студијског програма Технолошко инжењерство. Министарство просвете, науке и технолошког развој Републике Србије акредитовало је 2014. године Технолошки факултет као државни факултет у области техничко-технолошких и биотехничких наука - хемијске и процесне технологије, биотехнологије, прехрамбене технологије и текстилне технологије за обављање научноистраживачке делатности.

## Делатност

### Образовна делатност
У складу са Законом о високом образовању који је усаглашен са принципима Болоњског процеса, на Технолошком факултету у Лесковцу постоје три акредитована нивоа студија у оквиру академских студија:
- Основне академске студије,
- Мастер академске студије и
- Докторске судије.

#### Основне академске студије
Студије трају осам семестара и реализују се кроз три студијска програма

##### Хемијске технологије са три студијска подручја
- Фармацеутско-козметичко инжењерство,
- Органска хемијска технологија и полимерно инжењерство,
- Еколошко инжењерство.

##### Прехрамбена технологија и биотехнологија са два студијска подручја
- Прехрамбена технологија,
- Биотехнологија.

##### Текстилне технологије са два студијска подручја
- Текстилно инжењерство,
- Индустријски дизајн текстилних производа.[4]

#### Мастер академске студије
Студије трају два семестра на истим студијским програмима као и основне академске студије.
У току 2015. године акредитован је студијски програм на енглеском језику на мастер академским студијама: Управљање материјалним и енергетским токовима.

#### Докторске студије
Студије трају три године и њихова реализација се одвија на студијском програму Технолошко инжењерство.

### Научно-истраживачка делатност
Министарство просвете, науке и технолошког развој Републике Србије акредитовало је 2014. године Технолошки факултет у Лесковцу за обављање научно-истраживачке делатности у области техничко-технолошких и биотехничких наука - хемијске и процесне технологије, биотехнологије, прехрамбене технологије и текстилне технологије. 
Научно-истраживачки рад на Технолошком факултету обавља се у лабораторијама, које су опремљене савременим апаратима и уређајима. У научна истраживања укључени су наставници и сарадници Факултета, стипендисти Министарства и студенту докторских студија.

## Организација

### Катедре
- Катедра за органско-технолошке науке
- Катедра за хемијске науке
- Катедра за хемијско-инжењерске науке
- Катедра за прехрамбено-биотехнолошке науке
- Катедра за текстилне науке
- Катедра за математичко-техничке науке.

### Акредитоване лабораторије
Лабораторије Факултета су опремљене савременом научноистраживачком опремом која се, осим за потребе наставног процеса, користи за реализацију научноистраживачких пројеката у области хемисјке и процесне технологије, биотехнологије, прехрамбене и текстилне техногогије.
У лабораторијама се реализује велики број истраживања и за привредне субјекте из региона са којима Факултет остварује дугогодишњу сарадњу.
- Лабораторија за хемију и технологију 1
- Лабораторија за хемију и технологију 2
- Лабораторија за прехрамбено и биохемијско инжењерство
- Лабораторија за микробиологију
- Лабораторија за физичко-хемијске науке
- Лабораторија за технологију биоактивних природних сировина и производа
- Лабораторија за испитивање и контролу квалитета текстилних сировина и производа
- Лабораторија за текстилна истраживања
- Лабораторија за физичка мерења, атестирања и контролу технолошких процеса
- Лабораторија за дизајн текстила
- Лабораторија за текстилно и полимерно инжењерство
- Лабораторија за хемијско инжењерство
- Лабораторија за екологију
- Лабораторија за физичко-хемијска испитивања текстила
- Лабораторија за спектроскопију
- Лабораторија за физичко-хемијска испитивања
- Лабораторија за компјутерски подржано процесно инжењерство (хемијско, биохемијско, текстилно, прехрамбено и фармацеутско-козметичко инжењерство, дизајн и пројектовање текстилних производа) 1
- Лабораторија за компјутерски подржано процесно инжењерство (хемијско, биохемијско, текстилно, прехрамбено и фармацеутско-козметичко инжењерство, дизајн и пројектовање текстилних производа) 2
- Лабораторија за масену спектрометрију
- Лабораторија за неоранску анализу
- Лабораторија за микроскопију.

## Издавачка делатност
У оквиру издавачке делатности Технолошки факултет издаје следеће публикације:
- уџбенике (основне уџбенике и помоћне уџбенике),
- скрипте,
- монографије и научне књиге,
- научно-стручни часопис,
- зборнике радова са симпозијума,
- зборнике извода радова са симпозијума и
- остале публикације.

Технолошки факулет у Лесковцу издаје часопис Advanced Technologies који се публикује два пута годишње. Организатор је традиционалног научног скупа са међународним учешћем Савремене технологије и привредни развој, који се одржава сваке друге године. Факултет издаје Зборник извода радова и Зборник радова Савремене технологије и привредни развој.

## Библиотека
Технолошки факултет у Лесковцу обезбеђује студентима библиотеку, читаоницу и просторије са рачунарима. Библиотека је уписана у регистар библиотека 1996. године као организациона јединица Технолошког факултета, чланица је Заједнице библиотека универзитета у Србији од оснивања Заједнице и корисница КоБСОН-а (Конзорцијум библиотека Србије за обједињену набавку) од 2001. године. Организација и рад библиотеке уређени су Статутом Факултета, Правилником о систематизацији послова и Правилником о раду библиотеке Технолошког факултета у Лесковцу. 